# Dolton (Dakota Południowa)
Dolton – miasto w Stanach Zjednoczonych, w stanie Dakota Południowa, w hrabstwie Turner.